# Sonate pour piano no 32 de Joseph Haydn
La Sonate pour piano no 32 Hob.XVI.44 en sol mineur est une sonate pour pianoforte de Joseph Haydn composée entre 1771 et 1773.

## Structure
1. Moderato: Forme sonate brève avec un développement plus modulant que thématique.
2. Finale: allegretto au rythme de menuet avec un trio en sol majeur.

## Source
- François-René Tranchefort, Guide de la musique de piano et clavecin, éd. Fayard, p. 400  (ISBN 2-213-01639-9)